# 1674 en philosophie
Chronologie de la philosophie
- 1670
- 1671
- 1672
- 1673
- 1674
- 1675
- 1676
- 1677
- 1678

L’année 1674 a été marquée, en philosophie, par les événements suivants :

## Publications
- Gottfried Wilhelm Leibniz : Quadrature arithmétique du cercle, de l’ellipse et de l’hyperbole (Vers 1674).
- Nicolas Malebranche : De la recherche de la vérité. Où l'on traite de la Nature de l'Esprit de l'homme, & de l'usage qu'il en doit faire pour éviter l'erreur dans les Sciences (1674-1675) Texte sur Wikisource
- François Poullain de La Barre :  De l’Éducation des dames pour la conduite de l’esprit dans les sciences et dans les mœurs, entretiens, Paris, Chez Jean du Puis, 1674 ; Université de Toulouse Le Mirail, Toulouse, 1980, 1985.

## Décès
- 27 novembre à Paris : Franciscus van den Enden, latinisé en Affinius, né autour du 5 février 1602 à Anvers, exécuté par pendaison, est un philosophe originaire des Pays-Bas espagnols.